# Preussiske amtsbanelov
Den preussiske amtsbanelov (preussisches Kleinbahngesetz) var loven om småbaner og private tilslutningsbaner af 28. juli 1892, som blev udarbejdet, fordi der i slutningen af det 19. århundrede var et stort behov for jernbaner i det nordlige og østlige Preussen – herunder Nordslesvig, som den preussiske stat ikke kunne finansiere bygningen af, hvis det skulle ske på sædvanlig vis.
De preussiske statsbaner gav stort overskud, men i 1892 var der ønsker om byggeri af nye sidebaner til i alt 26 mio. mark, og det så finansministeren Johannes von Miquel ingen mulighed for at stille til rådighed. Under indtryk af befolkningens og de folkevalgtes ønsker fremsatte han derfor den 6. marts 1892 et lovforslag i den preussiske Landdag: Gesetz über die Bahnen unterster Ordnung (lov om jernbaner af laveste kategori), som gav mulighed for, at man kunne bygge lokale og lokalt finansierede jernbaner, der ikke skulle overholde alle de standarder, som gjaldt for hovedstrækningerne. 
Loven afstedkom, at der blev bygget en mængde nye jernbanestrækninger, så der ved 1. verdenskrigs udbrud var færdiggjort over 300 småbaner med over 10.000 km spor.
I Nordslesvig gav loven anledning til bygning af Apenrader Kreisbahn, Haderslebener Kreisbahn og Alsener Kreisbahnen, der efter genforeningen fik navnene Aabenraa Amts Jernbaner, Haderslev Amts Jernbaner og Amtsbanerne på Als. 